# Johann Georg Geret
Johann Georg Geret (* 20. August 1694 in Roth; † 25. August 1761 in Crailsheim) war ein deutscher evangelischer Theologe und Pädagoge.

## Leben
Geboren als Sohn des Pastors Johann Samuel Geret, war er der jüngere Bruder von Christoph Heinrich Andreas Geret und stammte aus einer alten Theologenfamilie. Geret besuchte die Gymnasien in Ansbach und Berlin. 1716 bezog er die Universität Jena, wechselte am 13. Oktober 1719 an die Universität Wittenberg, war 1720 kurze Zeit in Leipzig als Hofmeister tätig und kehrte nach Wittenberg zurück. Hier erwarb er sich am 30. April 1721 den akademischen Grad eines Magisters der Philosophie.
Mit dem Erwerb der Vorleseerlaubnis an Hochschulen als Magister legens am 18. Oktober 1721, betätigte er sich als Privatdozent und wurde am 15. Oktober 1723 Adjunkt an der Philosophischen Fakultät der Wittenberger Hochschule. 1726 wurde er Pfarrer in Treuchtlingen, 1730 übernahm er die Stelle des Konrektor am Gymnasium in Ansbach und wird dort 1737 Rektor des Gymnasiums. 1746 unternahm er eine Reise durch Sachsen, Schlesien und Großpolen nach Thorn und wurde 1757 Dechant und Stadtpfarrer in Crailsheim, wo er bis zu seinem Lebensende blieb.

## Werkauswahl
- Exercitatio anti-lactantiana de mendosa eucharistiae platonicae interpretatione. Kreusig, Wittenberg 1722. (Digitalisat)
- Exercitatio Historico-Literaria Qva Variorvm De Lactantio Eivsqve Theologia Ivdicia ... exhibet. Gerdes, Wittenberg 1722. (Digitalisat)
- Specimen examinis Theologiae Lactanctianae in articulo de Deo absolute considerato, Filio et Spiritu S. Gerdes, Wittenberg 1723.
- Commentatio Academica Prior Qva Cavssas Discrepantiarvm Versionis Septvaginta Viralis A Textv Originali.Gaebert, Wittenberg 1725. (Digitalisat), Ansbach 1742.
- Commentatio academica posterior do caussis discrepantiarum versionis LXXvíralis a textu originali illatis. Wittenberg 1726, Ansbach 1742.
- Allocutio epistolica, qua institutum suum de conscribendis illustrium et eruditione clarorum Anspacensium vitis, eruditis, maxime popularibus suis, exponit. Wittenberg 1726.
- Naevi medicorum theologici, ex historia litteraria adumbrati. Meyer, Weißenburg 1728. (Digitalisat)
- Oratio de summis Augustae domus Brandenburgicae Onoldinae in rem litterariam meritis, quum illustre Carolinum a. 1757 inauguraretur, menioriter habita. Ansbach 1737.
- Entwurf eines zu haltenden Collegii über die Historie der Gelahrtheit; nebst Beantwortung der von einigen wider Tractirung derselben auf Schulen und Gymnasiis gemachten Einwürfe. Onolzbach 1737.
- De praerogativis institutionis publicae prae privata ... disserit et iuventutem musis dicatam ad lectiones publicas frequentandas ... Luders, Onolzbach 1737. (Digitalisat)
- Progr. de constitutione Consistorii Onoldini. Onolzbach 1738.
- Elogia   perillustrium consessus sacri   Onoldini   Praesidum, et quidem Cbrist. Tettelbachii et Sebastiani Artonedis…
- Elogium Stephani Mummii…
- Elogium Nicolai Strodtmanni…
- Elogium Simonis Eisenii…
- Elogium Andreae Frobenii…
- Elogium Joannis Hoensteinii…
- Elogium Philippi Eyselini…
- Vita Joannis Jacobi Benzii. Ansbach 1740
- Vita Jo. Phil. Baumgaertneri. Ansbach 1740
- Vita Helvici Christopheri Sinold de Schütz. Ansbach 1740
- Vita Jo. Conradi de Schemel. Ansbach 1740
- Progr. de utilitate iuxta ac iucunditate antiquitatum eccleliasticarum Onoldinarum. Ansbach 1741
- Progr. Conspectus   antiquitatum   ecclesiasticarum progressu temporis conscribendarum. Pars I et II. Ansbach 1741
- Progr. de extraordinatiis Ecclefiae miniltris. Ansbach 1742
- Progr. de diverlis doctorum Ecclefiae nominibus. Ansbach 1742
- Progr. de futuri miaiitri Ecclefiae examine. Ansbach 1742
- Progr. de futuri doctoris electione. Ansbach 1742
- Progr. de doctorum ecclefiae ordinatione. Ansbach 1742
- Progr. de extraordinariis ecclesiae ministris, inprimis Apostolis. Ansbach 1742
- Progr. de ministris Ecclesiae ordinariis, presbyteris. Ansbach 1743
- Progr. de variis Presbyterorum generibus. Ansbach 1743
- Progr. de Prophetis et Evangelistis. Ansbach 1743
- Progr. de Epifcopis. Ansbach 1744
- Progr. II de Episcoporuoi electione et consecratione. Ansbach 1744
- Progr. de Chorepiscopis et Periodeutis. Ansbach 1744
- Progr. de Metropolitans. Ansbach 1745
- Progr. de Patriarchis. Ansbach 1745
- Progr. de Diaconis. Ansbach 1745
- Progr. de Diaconissis. Ansbach 1745
- Progr. de Archidiaconis. Ansbach 1745
- Progr. de Hypodiaconis. Ansbach 1746
- Progr. de Lectoribus et Acoluthis. Ansbach 1746
- Progr. de Exorcistis et, Ostiariis. Ansbach 1746
- Progr. de Cantoribus, Copiatis et Parabolanis. Ansbach 1747
- Progr. de Ecclesiecdicis. Ansbach 1747
- Progr. de Oeconomis et Apocrisiariis. Ansbach 1747
- Progr. de Syncellis. Ansbach 1748
- Progr. de Notariis. Ansbach 1748
- Progr. de Scevophylacibus et Chartopbylacibus. Ansbach 1748
- Progr. I et II de miniftrorum  Ecclefiae   reditibus. Ansbach 1748–1749
- Progr. I et II de ministrorum Ecclesiae privileges et immunitatibus. Ansbach 1749
- Progr. de ministrorum Ecclesiae requisitis, ratione intellects. Ansbach 1749
- Progr. I et II de miniftrorum Ecclefiae requifitis, ratione voluntatis. Ansbach 1750
- Progr. de clericorum vestitu. Ansbach 1750
- Progr. de honesto et decoro, ab Ecclesiae ministro in gestu, sermone, congressu quotidiano et rei familiaris administratione observando. Ansbach 1750
- Progr. I. II et III de Clericorum coniugio. Ansbach 1751
- Progr. de Clericorum digaruia. Ansbach 1751
- Progr. sistens iniquissimi iuxta ac spurcissimi Ecclesiae Romanae coelibatus historiam. Ansbach 1758
- Progr. de vitiis ab Ecclesiae ministris vitandis. Ansbach 1758
- Progr. I et II de negotiis quibusdam ecclefiae mini lit is prohibitis. Ansbach 1752 und 1753
- Progr. V de poenis delinquentibus Ecclesiae ministris constitutis. Ansbach 1743–1754
- Progr. de locis facris, Chriftianorum conventibus defiinatis. Ansbach 1754
- Progr. III. de veterum Christianorum templis. Ansbach 1755
- Progr. III. de veterum Christianorum altaribus. Ansbach 1755–1756
- Progr. de veteris Ecclesiae ambonibue. Ansbach 1757
- Progr. in quendam Tertulliani de terrarum motibus locum. Ansbach 1756
- Progr. de religione, nec vi nec armis propaganda. Ansbach 1756